# Tannenhuhn

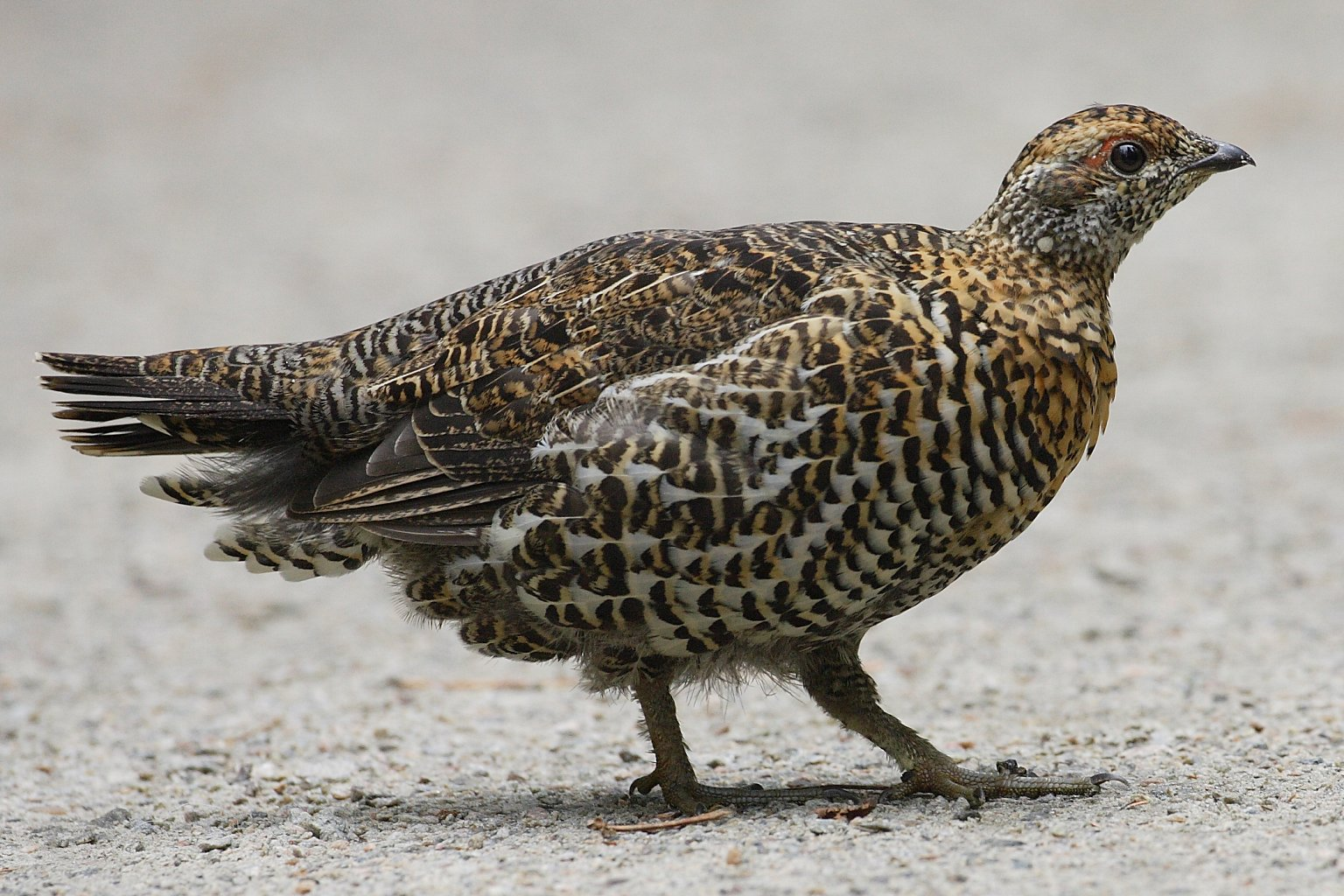
Weibchen

Das Verbreitungsgebiet im nördlichen Nordamerika

Das Tannenhuhn (Canachites canadensis, Syn.: Falcipennis canadensis) ist ein nordamerikanischer Hühnervogel aus der Familie der Fasanenartigen.

## Merkmale
Das Tannenhuhn erreicht eine Körperlänge von 38 bis 45 Zentimetern. Die Flügelspannweite beträgt 50 bis 60 Zentimeter. Das Gewicht variiert zwischen 450 und 650 Gramm. Wie bei anderen Raufußhühnern variiert das Gewicht sehr stark im Jahresverlauf.
Das Männchen ist großteils grau-braun befiedert mit einer schwarzen Brust mit weißer Strichelung auf der Seite und einer schwarzen Kehle. Der schwarze Schwanz hat bei der Nominatform kastanienbraune Spitzen. Während der Brutzeit schwillt dem Männchen ein roter Kamm über dem Auge, die sogenannten „Rosen“.
Dem Männchen der in den nördlichen Rocky Mountains lebende Unterart C. c. franklinii fehlt das braune Schwanzende; es hat dafür aber weiße Spitzen an den Oberschwanzdecken.
Das Weibchen ist bei beiden Unterarten braun gesprenkelt mit dunklen und weißen Strichen auf der Unterseite.

## Vorkommen
Das Verbreitungsgebiet umfasst Alaska, große Teile Kanadas sowie Teile von Neuengland, Michigan, Washington, Oregon und Idaho. Grundsätzlich ist das Tannenhuhn eine boreale und nearktische Art, das Verbreitungsgebiet überlappt sich fast exakt mit der nordamerikanischen Taiga. Das Tannenhuhn bewohnt Nadelwälder.

## Verhalten
Das Tannenhuhn lebt einzeln oder in kleinen Familiengruppen. Das Tannenhuhn ist nicht scheu: Es fliegt erst auf, wenn ein Mensch sich auf 6 bis 45 Meter genähert hat.
Da es sich sogar gelegentlich fangen lässt, wird es auch „Fool hen“ (dt. „Narrenhuhn“) genannt.
Die Nahrung besteht hauptsächlich aus Nadeln und Knospen von Nadelbäumen. In der warmen Jahreszeit ergänzen auch Blätter, Blüten und Beeren, wie Blaubeeren und Krähenbeere, die Nahrung. Jungvögel fressen auch eine größere Menge von Insekten.

## Fortpflanzung
In der Balzzeit plustert das Männchen sein Gefieder auf, schlägt mit den Flügeln und manchmal kurz auf, um Weibchen anzulocken.
Das Nest des Tannenhuhns ist eine mit Gras ausgepolsterte Bodenmulde, die unter den Zweigen einer jungen Tanne verborgen ist. Das Gelege besteht aus acht bis elf beigefarbenen Eiern, die auch braune Flecken haben können. Die Jungvögel schlüpfen nach rund drei Wochen und werden mit zehn Tagen flügge.

## Unterarten
Es sind sechs Unterarten anerkannt:
- Canachites canadensis osgoodi Bishop, 1900[4] kommt im nördlichen Alaska vor.
- Canachites canadensis atratus Grinnell, 1910[5] ist im südlichen Alaska verbreitet.
- Canachites canadensis canadensis (Linnaeus, 1758)[6] kommt von Zentralalberta bis Labrador und Nova Scotia vor.
- Canachites canadensis canace (Linnaeus, 1766)[7] ist im südöstlichen Kanada und ins nordöstliche Gebiet der USA verbreitet.
- Canachites canadensis isleibi (Dickerman & Gustafson, 1996)[8] ist im südöstlichen Alaska verbreitet.
- Canachites canadensis franklinii (Douglas, 1829)[9] ist vom südöstlichen Alaska bis in den Nordwesten Wyomings und Idahos verbreitet.